# 韋弗利 (佛羅里達州)
韋弗利（英語：Waverly）是位於美國佛羅里達州波爾克縣的一個人口普查指定地區。

## 地理
韋弗利的座標為27°58′04″N 81°37′19″W / 27.96778°N 81.62194°W，而該地最高點為海拔高度39米（即128英尺）。

## 人口
根據2010年美國人口普查的數據，韋弗利的面積為9.30平方千米，當中陸地面積為9.20平方千米，而水域面積為0.10平方千米。當地共有人口1927人，而人口密度為每平方千米207人。